# Caloplaca yorkensis
Caloplaca yorkensis је врста лишаја из фамилије Teloschistaceae. Пронађена је у Аустралији где расте на кречњачким формацијама стена.